# Liste der Kulturdenkmäler in Hattendorf (Alsfeld)
Die folgende Liste enthält die in der Denkmaltopographie ausgewiesenen Kulturdenkmäler auf dem Gebiet des Ortsteils Hattendorf der  Stadt Alsfeld, Vogelsbergkreis, Hessen.
Hinweis: Die Reihenfolge der Denkmäler in dieser Liste orientiert sich an der Anschrift, alternativ ist sie auch nach der Bezeichnung, der vom Landesamt für Denkmalpflege vergebenen Nummer oder der Bauzeit sortierbar.
Kulturdenkmäler werden fortlaufend im Denkmalverzeichnis des Landes Hessen durch das Landesamt für Denkmalpflege Hessen auf Basis des Hessischen Denkmalschutzgesetzes (HDSchG) geführt. Die Schutzwürdigkeit eines Kulturdenkmals hängt nicht von der Eintragung in das Denkmalverzeichnis des Landes Hessen oder der Veröffentlichung in der Denkmaltopographie ab.

| Bild                                        | Bezeichnung                                 | Lage                                                  | Beschreibung | Bauzeit                | Objekt-Nr. |
| ------------------------------------------- | ------------------------------------------- | ----------------------------------------------------- | --- | ---------------------- | ---------- |
| Bild gesucht BW                             | Gesamtanlage Hattendorf                     | Gesamtanlage Lage                                     | Der südliche Bereich der historischen Ortslage, das sog. Neuhattendorf, wird durch großzügig angelegte, mehrseitig erschlossene Hofanlagen charakterisiert. Besonders eindrucksvoll sind das Gehöft „Neuhattendorfer Straße 2“ mit einem Wohnhaus aus dem Jahr 1697 sowie die bescheidenen Anlagen Zollhausstraße 9 und 11, die im Verlauf der Durchgangsstraße deutliche städtebauliche Akzente setzen. Den Ortsausgang Richtung Elbenrod besetzen zwei Hofanlagen, die eine deutliche Torfunktion ausüben. |                        | 12479 DDB  |
| Berfhof, Hattendorf                         | Hofanlage                                   | Berfhof 2 LageFlur: 4, Flurstück: 15/4                | Westlich der Ortschaft Hattendorf befindet sich in einer Schleife der Berfa eine vierseitige Hofanlage. Das Wohnhaus des Ensembles stammt aus dem späten 18. Jahrhundert und verfügt über einen regelmäßig strukturierten Fachwerkverband aus Mannfiguren an den Eck- und Bundständern. | Ende 18. Jahrhundert   | 12480 DDB  |
| Berfmühle, Hattendorf                       | Berf-Mühle                                  | Berfmühle 1 LageFlur: 2, Flurstück: 27                | Außerhalb der Ortslage befindet sich die Berf-Mühle mit einem Wohngebäude aus der Mitte des 18. Jahrhunderts, dessen ursprüngliche Substanz gut erhalten ist. Besonders beeindruckend sind die kräftigen Querschnitte der Streben an den Eckständern. | Mitte 18. Jahrhundert  | 12481 DDB  |
| Bild gesucht BW                             | Fachwerkwohnhaus                            | Bruchwiesenweg 2 LageFlur: 23, Flurstück: 7/1         | Vollständig mit Eternitplatten verkleidetes, kleinmaßstäbliches Fachwerkwohnhaus am Beginn des Weges in zwei Geschossen und abschließendem Satteldach. | 18. Jahrhundert        | 12483 DDB  |
| Fachwerkwohnhaus                            | Fachwerkwohnhaus                            | Bruchwiesenweg 4 LageFlur: 23, Flurstück: 5/1         | Das Fachwerkwohnhaus ist Teil einer Ansammlung von schützenswerten Gebäuden in diesem Teil des Orts. Es handelt sich um ein um 1780 erbautes Gebäude mit einem Fachwerkraster aus Mannfiguren an den Eck- und Bundständern. | um 1780                | 12484 DDB  |
| weitere Bilder                              | Kirche                                      | Herrenweg 5 LageFlur: 23, Flurstück: 23               | 1856/57 wurde am spornartig aufsteigenden Hellberg eine klassizistische Kirche nach den Plänen des Landbaumeisters Friedrich Wilhelm Selig errichtet. Das Gebäude erhebt sich als regelmäßig strukturierter Bau in Quadermauerwerk mit hohen, rundbogig geschlossenen Fenstern, einem abgewalmten Dach und einem in das Schiff eingestellten Fassadenturm. | 1856/1857              | 12485 DDB  |
| Einhaus                                     | Einhaus                                     | Herrenweg 6 LageFlur: 23, Flurstück: 16/1             | 1817 datiertes Haus am Rand der historischen Ortslage. Über einer ausgeprägten Sockelzone erhebt sich ein konstruktives Fachwerkgefüge ohne ausgeprägte Schmuckformen. | 1817                   | 12486 DDB  |
| Hofanlage                                   | Hofanlage                                   | Hof Afterode 1 LageFlur: 15, 21, Flurstück: 40, 20/3  | In dem Weiler Afterode, zwischen Hattendorf und Elbenrod, befindet sich wenig abseits der Straße eine Hofanlage, deren Wohnhaus um 1900 erbaut wurde. Zeittypisch sind die zweifach verriegelten Stockwerksstreben. | um 1900                | 12482 DDB  |
| Hofanlage                                   | Hofanlage                                   | Im Hof 4 LageFlur: 22, Flurstück: 7/4                 | An der südlichen Ortsperipherie befindliches Fachwerkwohnhaus mit einem regelmäßig gefügten Gerüstraster, das eine Datierung zu Beginn des 19. Jahrhunderts zulässt; in beiden Geschossen Mannfiguren mit Hals- und Brustriegeln über kräftig ausgebildetem Geschoßüberstand. | Beginn 19. Jahrhundert | 12487 DDB  |
| Streckhof                                   | Streckhof                                   | Mühlengasse 5 LageFlur: 23, Flurstück: 49             | Kleinformatiger Streckhof am Ende der Straßenbebauung in regelloser, schlichter Fachwerkkonstruktion. Das Wohngebäude im rechten Bauabschnitt ist eine Ständerkonstruktion, links schließt ein Stall-Scheune-Trakt an. |                        | 12488 DDB  |
| Wohnhaus einer Mühle                        | Wohnhaus einer Mühle                        | Mühlengasse 9 LageFlur: 23, Flurstück: 43             | Am Ende des Straßenzuges befindliches Wohnhaus einer Mühle aus dem Jahr 1717. Das in hinterhoflage befindliche Gebäude weist die ursprüngliche Bebauung im linken Gebäudeabschnitt auf: dort an den Eckständern im Obergeschoss einfach verriegelte Mannfiguren mit zusätzlichen Fußstreben. | 1717                   | 12489 DDB  |
| Wohnhaus und Wirtschaftsgebäude             | Wohnhaus und Wirtschaftsgebäude             | Neuhattendorfer Str. 2 LageFlur: 22, Flurstück: 21/10 | Im Zentrum der Gesamtanlage befindliches Wohnhaus mit einer inschriftlichen Datierung aus dem Jahr 1697. Das Fachwerkgerüst des Hauses, das aus starken Hölzern besteht, setzt sich aus einfach verriegelten Mannfiguren in beiden Geschossen zusammen. | 1697                   | 12490 DDB  |
| Tagelöhnerhaus und Wirtschaftsgebäude       | Tagelöhnerhaus und Wirtschaftsgebäude       | Schwalmstraße 5 LageFlur: 23, Flurstück: 6            | Am Aufstieg zum Bruchwiesenweg befindet sich eine markante Gebäudegruppe, bestehend aus einem bescheiden dimensionierten Tagelöhnerhaus und einem historischen, zu Wohnzwecken umgenutzten Wirtschaftsgebäude. Das Wohngebäude mit den einfach verriegelten Stockwerkstreben stammt aus dem ersten Drittel des 19. Jahrhunderts, das ehemalige Wirtschaftsgebäude ist wesentlich älter. | 18. Jahrhundert        | 13321 DDB  |
| Hofanlage                                   | Hofanlage                                   | Schwalmstraße 7 LageFlur: 23, Flurstück: 3            | Am östlichen Ortsrand befindliche, vierseitig erschlossene Hofanlage, die um 1900 erbaut wurde. Das traufständig zur Straße orientierte Fachwerkwohnhaus hat ein klar strukturiertes Gerüstraster aus doppelt verriegelten Stockwerkstreben und Andreaskreuzen. | um 1900                | 13322 DDB  |
| Hofanlage                                   | Hofanlage                                   | Schwalmstraße 11 LageFlur: 24, Flurstück: 9/6         | Am Rande der Ortslage befindliches Wohnhaus aus den 1920er Jahren. Das Untergeschoss über einer ausgeprägten Sockelzone in massivem Mauerwerk, darüber im Obergeschoss konstruktives Fachwerkgerüst mit doppelt verriegelten 3/4-Streben und angezapften Kopfbändern. | um 1920                | 12493 DDB  |
| Wohnhaus einer Hofanlage                    | Wohnhaus einer Hofanlage                    | Zollhausstraße 1 LageFlur: 23, Flurstück: 57/4        | Wohnhaus einer Hofanlage im innerörtlichen Kreuzungsbereich. Die Bauzeit datiert in das Ende des 19. Jahrhunderts, kenntlich an dem regelmäßig konstruierten Gerüstgefüge, das im Obergeschoss von einfach, im Erdgeschoss von doppelt verriegelten Stockwerkstreben verfestigt wird. | Ende 19. Jahrhundert   | 13323 DDB  |
| Fachwerkwohnhaus und Scheune                | Fachwerkwohnhaus und Scheune                | Zollhausstraße 2 LageFlur: 23, Flurstück: 29/8        | Im Ortsmittelpunkt stehendes Fachwerkwohnhaus mit einer inschriftlichen Datierung aus dem Jahr 1790. Über einer kräftigen Sockelzone ein hohes Untergeschoss. Ausgeprägter Geschossüberstand. | 1790                   | 13324 DDB  |
| Fachwerkwohnhaus                            | Fachwerkwohnhaus                            | Zollhausstraße 7 LageFlur: 22, Flurstück: 12/6        | Fachwerkwohnhaus in giebelständiger, in den Straßenraum hineinragender Ausrichtung aus dem Jahr 1853. Das konstruktive Fachwerk setzt sich aus einfach verriegelten Stockwerkstreben in beiden Geschossen zusammen. Die kräftig ausgebildeten Eckständer werden von einem netzartigen Dekor hervorgehoben. | 1853                   | 13325 DDB  |
| Bild gesucht BW                             | Fachwerkwohnhaus und Scheune                | Zollhausstraße 9/9A LageFlur: 22, Flurstück: 9/6, 9/7 | Im Kreuzungsbereich zur Neuhattendorfer Straße setzt das Fachwerkwohnhaus einer dreiseitigen Hofanlage einen wichtigen städtebaulichen Blickpunkt. Das Gebäude aus der Mitte des 18. Jahrhunderts steigt, giebelständig orientiert, über einer ausgeprägten Sockelzone zweigeschossig auf. | Mitte 18. Jahrhundert  | 13326 DDB  |
| Tagelöhnerhaus (Backhaus mit Hirtenwohnung) | Tagelöhnerhaus (Backhaus mit Hirtenwohnung) | Zollhausstraße 11 LageFlur: 22, Flurstück: 35/1       | Städtebaulich markantes Tagelöhnerhaus in der Blickachse der Neuhattendorfer Straße. Über einer ausgeprägten Sockelzone erwächst ein eingeschossiges Fachwerkgerüst in konstruktivem Raster aus einfach verriegelten 3/4-Streben in den Eckgefachen. |                        | 12498 DDB  |